# Иван Сираков (хореограф)
Иван Спасов Сираков (1956 – 2019) е хореограф на български народни танци.
Кариерата му минава с ансамбли и състави от гр. Хисаря и съседни села – Житница и Паничери, както и в село Калояново, обл. Пловдивска. Танците, които създава, са пъстра палитра, покриваща всички български фолклорни области, с акцент на Тракийската и Шопската. Сираков е смятан за основател на фолклорното танцово изкуство в Хисаря и района. Съставите, които води, са участвали в много национални и международни фолклорни фестивали, като са носители на редица награди и отличия от тях.

## Биография
Роден е на 9 септември 1956 г. в село Старосел, област Пловдив. Родителите му са Спас Сираков и Бона Сиракова. Те се занимават със земеделие и животновъдство. Иван има по-голяма сестра – Мария. Основното си образование получава в местното училище.
През 1971 г. постъпва в механо-електротехническото училище „Братя Евлогий и Христо Георгиеви“ в Карлово. Там се записва в танцов състав и така се заражда любовта му към народните танци. Преподавателят му в състава забелязва танцовия му талант и го насърчава да продължи да се занимава с фолклорни танци.
През 1979 г. Сираков записва „Школата за подготовка на кадри за художествена самодейност“ със специалност „Ръководител на самодеен танцов състав“ в Пловдив, където се запознава с Георги Стоянов (впоследствие основател на танцов ансамбъл „Здравец“, София), който го убеждава да кандидатстват в института за хореографи в София. Така след завършване на школата двамата постъпват в Полувисшия институт за музикални и хореографски кадри в София. Дипломира се с отличен успех през 1981 г.

## Творчески път
През 1981 г. след завършване на института Сираков се заселва в гр. Хисаря. Там започва работа в АПК „Васил Левски“, гр. Хисаря като художествен ръководител на танцовия състав към предприятието. На този етап самодейното (а и не само) танцово изкуство е непознато за града. Но благодарение на харизматичната си личност младият хореограф успява да разпали желанието за танци у младите работници и да спечели подкрепата на ръководството за тази дейност. Тази подкрепа осигурява време за репетиции и финансиране за изработване на народни носии. Съставът се отплаща с изяви носещи гордост, което е от съществено значение за този период.
През 1986 г. се мести на работа като ръководител на танцовия състав към „Почивно дело“, Хисаря. През 1988 г. Сираков започва работа като организатор към ОбНС-КСДД Асамблея „Знаме на мира“, с представителство в Хисаря. През 1990 г. постъпва на работа в Народно читалище „Иван Вазов“ в Хисаря като „Организатор художествена самодейност – хореограф“. През 1990-те години изявите на съставите му са предимно на местно ниво и в околността, като благодарение на дружбата между Хисаря и гръцкия град Еани, Сираков прави няколко турнета до Гърция.
В началото на XXI век му е предложено да подготви програма, с която да представи Хисаря на тържества в Еани. Създава самодеен ансамбъл „Настроение“ с музиканти (под ръководството на Събо Нейчев) и певици от съседното село Калояново (сестри Виолина и Цветелина Начеви). През годините ансамбълът участва на фестивали в България и Сърбия. За да популяризира още повече българските танци, съставът има множество камерни изяви по вечерни заведения и тържества. Значима изява е участието на ансамбъла в кукерското шествие и самостоятелният концерт на античния театър в Пловдив през 2004 г. В рамките на ХII Международен фолклорен фестивал.
В периода 2000 – 2005 г. Сираков ръководи Детски танцов ансамбъл в с. Паничери. Междувременно през 2003 г. започва да ръководи и самодеен танцов състав в с. Житница. С него участва на фестивали в страната и в Северна Македония и Босна и Херцеговина. През 2006 г. отпразнува 50-годишният си юбилей с голям концерт на сцената на читалище „Иван Вазов“ в Хисаря. В него вземат участие и двата състава, които ръководи – „Настроение“ и „Житница“, като във финалния танц успява да изкара на сцената всички танцьори едновременно.
С годините поколението в ансамбъла се сменя, а и започват изявите по европейски и световни шампионати в България и чужбина, в това число – Италия, Чехия и Испания.
През 2010 г. Сираков започва да ръководи и Клуб за народни танци „Веселие“ в с. Паничери, който съществува до 2015 г. Клубът взима участие в международни фолклорни фестивали в Чехия и Гърция, балкански фолклорни шампионати в Хисаря, Пловдив и Велико Търново, световни фолклорни шампионати в Бургас и Несебър, както и на множество фолклорни събори в България и чужбина.
През 2011 г. Калоян Николов (президент на Европейската Асоциация на Фолклорните Фестивали – ЕАФФ) връчва на Сираков титла „маестро-академик“ от името на Международната асоциация на фолклорните фестивали.
През 2012 г. Сираков е директор на IX Балкански шампионат по фолклор „Евро фолк – Жива вода 2012“, който се провежда в Хисаря под егидата на Европейската асоциация на фолклорните фестивали.
През 2012 г. е съкратен от Народно читалище „Иван Вазов“ Хисаря и започва работа като хореограф в Народно читалище „Искра-1921“, село Калояново. В него ръководи 3 танцови групи – Танцов клуб „Искрица“, Детски танцов състав „Изворче“ и група за фолклорни танци и хора. Танцов клуб „Искрица“ се ползва с популярност на национално ниво – Европейските и Световни шампионати на ЕАФФ (от които е лауреат на редица награди), юбилеен концерт на ансамбъл „Здравец“ в НДК, София, фолклорни фестивали в Костинброд, Радуил, Чавдар и др. Клубът участва на фестивали в Унгария, Сърбия, Гърция, Черна гора и Италия. Детският танцов състав „Изворче“ участва в Национални фестивали и събори на народното творчество в Разград, Петропавловски манастир, Тетевен, Хасковски Минерални Бани, Копривщица и др. През 2012 г. ДТС „Изворче“ печели сребърен медал на „Еврофолк – Жива вода“ в Хисаря, а през 2014 и 2015 г. – златен медал и званието „Балкански шампион“. Представял е България на фолклорни фестивали в Северна Македония, Румъния и Гърция.
Междувременно през 2017 г. Сираков става ръководител на танцова формация „Балкания“, кв. Веригово в Хисаря, както и на Танцова Формация и Младежки Танцов Състав при НЧ „Искра“ – кв. Миромир в Хисаря.

## Семеен живот
През 1987 г. Сираков се жени за Иванка Маринова Попова (след това Сиракова). Двамата се запознават през 1981 г., като Иванка участва в първия състав на съпруга си в АПК „Васил Левски“, Хисаря. Впоследствие тя е активен танцьор в голяма част от съставите на съпруга си. През 1987 г. се ражда и синът им Спас, а през 1990 – дъщеря им Биляна. И двамата танцуват в съставите на баща си от малки. Под влиянието на Сираков доста от роднините му с желание се включват във фолклорните му състави, като единият от племенниците му (Бедо Бедросян) завършва Академия за музикално, танцово и изобразително изкуство „Проф. Асен Диамандиев“, Пловдив.

## Награди и отличия
| Дата    | Форум                                                                     | Награда                                                                                                  | Танцова група/ състав                |
| ------- | ------------------------------------------------------------------------- | --- | ------------------------------------ |
| 2011 г. | Световен Шампионат по Фолклор „Световен Фолк 2011"                        | Титла „Маестро – академик“                                                                               | ТА „Настроение“, Хисаря              |
| 2012 г. | Еврофолк – „Жива вода“, Хисаря                                            | Първа награда „Златен Орфей“, златен медал и званието „Балкански шампион“                                | ТА „Настроение“, Хисаря              |
| 2012 г. | Еврофолк – „Жива вода“, Хисаря                                            | Сребърен медал                                                                                           | ДТС „Изворче“, Калояново             |
| 2013 г. | Балкански и Световен шампионат по фолклор на ЕАФФ                         | Златни медали и титлите „Балкански шампион“, „Световен шампион“ и номинации за Grand Prix „Златен Орфей“ | ТК „Искрица", Калояново              |
| 2014 г. | Балканския и Световния шампионат по фолклор на ЕАФФ                       | Златни медали, званието „Балкански шампион“ и номинации за Grand Prix за Grand Prix „Златен Орфей“       | ТК „Искрица", Калояново              |
| 2014 г. | Еврофолк – „Жива вода“, Хисаря                                            | Златен медал и звание „Балкански шампион“                                                                | ДТС „Изворче“, Калояново             |
| 2015 г. | Еврофолк – „Жива вода“, Хисаря                                            | Златен медал и звание „Балкански шампион“                                                                | ДТС „Изворче“, Калояново             |
| 2015 г. | Балкански и Световен шампионат по фолклор на ЕАФФ                         | Златни медали, званието „Балкански шампион“ и номинации за Grand Prix за „Златен Орфей“                  | ТК „Искрица", Калояново              |
| 2017 г. | Световен шампионат по фолклор, Велико Търново                             | Златен медал                                                                                             | ТК „Искрица", Калояново              |
| 2017 г. | ХІІІ МФФ „Евро фолк – Черно море“                                         | Първа награда „Златен Орфей“ и лауреатско звание                                                         | ДТС „Изворче“, Калояново             |
| 2018 г. | ХІV МФФ "Евро фолк – Черно море”                                          | Първа награда „Златен Орфей“ и лауреатско звание                                                         | ДТС „Изворче“, Калояново             |
| 2018 г. | ХVІ-я МФФ „Бобфест“ в Радуил, Софийска област                             | ІІ място                                                                                                 | ТК „Искрица", Калояново              |
| 2018 г. | Български национален шампионат по фолклор „ЕВРО ФОЛК 2018“ Велико Търново | Златен медал и номинация за GRAND PRIX – Златен орфей                                                    | ТФ „Балкания", кв. Веригово в Хисаря |
| 2019 г. | Х-я МФФ „Шопски наниз“, Костинброд                                        | І място в категория „Танцови състави и формации над 18 години“                                           | ТК „Искрица", Калояново              |

## Галерия
- ТА „Настроение", Хисаря
- ТК „Искрица", Калояново
- ТК „Искрица", Калояново
- ТК „Искрица", Калояново
- ТК „Искрица", Калояново
- ДТС „Изворче“, Калояново
- Танцова Формация „Балкания", кв. Веригово
- Танцова Формация „Балкания", кв. Веригово
- Kлуб за народни танци „Веселие“, с. Паничери
- Младежки Танцов Състав при НЧ „Искра" – кв. Миромир, гр. Хисаря
- Танцова Формация при НЧ „Искра" – кв. Миромир